# تشن جين (ممثلة)
تشن جين (بالصينية: 陈瑾) هي ممثلة صينية، ولدت في 4 مايو 1964 في جينان في الصين. من الجوائز التي نالتها Golden Rooster Award for Best Supporting Actress ‏ سنة 2000.

## جوائز
- Golden Rooster Award for Best Supporting Actress [الإنجليزية]‏ (2000)

## وصلات خارجية
- تشن جين (ممثلة) على موقع IMDb (الإنجليزية)
- تشن جين (ممثلة) على موقع قاعدة بيانات الفيلم (الإنجليزية)